# 客観
客観（きゃっかん、英: object、仏: object、独: Objekt）とは「主観」（主観、独: Subjek）が根底にある現実的な実在であるのに対して、「前に投げられたもの」として意識の表象像、意識内容を意味する。また、中世スコラ哲学ではラテン語: objectum は「投げられてあるもの」を指し、意識の志向的対象、意識、表象などを意味しており、現代における主観を意味していた。
Subjek - Objekt は実践における行為では「主体ー客体」と翻訳される。また「主観」「客観」は西周の作成した訳語である。

## 語源
ラテン語の obiectum はギリシア語の antikeimenon「向こう側におかれたもの」の直訳であり、これらはアリストテレスの用語でもある。アリストテレスの著作である『形而上学』においては複数形で「たがいに対立し合うもの」という意味で使用され、同じく『霊魂論』の中では単数形で「思考や感覚の働きに対置させるもの」という意味で使用されている。
また、アリストテレスは hypokeimenon と antikeimenon を対となる用語として使用していなかった。また、中世から近代初頭にかけても subiectum と objectum は対を成す概念として扱われていなかった。

## 意味の変化
objectum と objectum の形容詞形である objectivus はアリストテレスにおいて「対象」を意味していた antikeimenon ＝  obiectum という関係が、中世スコラ哲学や近代初頭の哲学では「知性に投影されたもの（quae in intellectu）」を意味するようになった。神学者で哲学者であるスコトゥスは objectum 表象（志向的対象）の意味で使用している。
またデカルトやスピノザも realitas objectiva を単に表象され限りの事象内容（可能的事象内容）の意味で使用しており、現実化された事象内容である realitas acutualis（現実的事象内容）や事物そのものの形相として存在する事象内容 realitas formalis（形相的事象内容）を意味している。中世がら近代初頭においては subjectum が客観的存在者を意味しており、obiectum が主観的表象を意味していた。

## カント以降における客観
カント哲学においては意味が逆転し Subjekt が「主観」を Objekt が「客観」を意味するようになり、いわゆる「コペルニクス的転回」によって「主観」と「客観」が対立する概念として扱われるようになった。こうして客観的実在は悟性の範疇で決定されることになったが、カントは意識の外側に人間があらゆる認識という手段を使用しても知り得ない事物を想定した。
しかし、フィヒテはこのカントの想定に対して絶対的自我による客観の定立を説く「主観的観念論」を発表する。またシェリングは主観と客観を両極とする絶対者を立てる「客観的観念論」を発表する。ヘーゲルも絶対精神の自己展開によって主観客観を説明する「絶対観念論」を発表した。ヘーゲル以降の存在論では「主体」に対する「客体」という訳語が与えられた。
新カント派のリッケルトは客観について、認識論的主観が対象（成すべきことや価値）を承認することにより成立する意識の内容であるとしている。同じく新カント派のコーエンは客観は純粋思惟によって作り出されたものであると主張している。